# Мейеру, Офели
Офели Анн-Лор Мейеру (фр. Ophélie Anne-Laure Meilleroux, родилась 18 января 1984 года в Монлюсоне) — французская футболистка, игравшая на позиции защитницы и опорной полузащитницы.

## Карьера

### Клубная
Воспитанница клуба «Монлюсон», играла несколько лет в молодёжном составе команды. В 2002 году была принята в академию Клэрфонтэн, проведя один сезон за её команду и забив три гола. По окончании академии перешла в команду «Сойё» из дивизиона D1, где играла тогда Корин Франко, и благодаря своей игре заслужила вызов в сборную. Всего провела четыре сезона в клубе, заработав 9 жёлтых карточек за время первого сезона, проведя 19 игр в последнем сезоне и отличившись тогда же всего один раз. В сезоне 2008/2009 играла за команду «Норд-Алье» из Изёра, сыграв семь первых встреч клуба и вытащив его на 4-е место в таблицу. Всего провела 19 игр за два сезона. 9 июля 2010 года Мейеру объявила о своём уходе в «Монпелье», заняв в новой команде место Сабрины Вигье. Дебют состоялся в матче открытия против «Роде» (победа 2:0), а Офели играла без пропусков все встречи, пока не получила травму в матче 9 января 2011 года против всё того же «Роде», вернувшись в команду через месяц 12 февраля (победа 5:0 над «Стад Бриошан»). Карьеру завершила по итогам сезона 2013/2014.

### В сборной
Привлекалась в сборную до 19 лет, играя на чемпионатах Европы в 2002 году в Швеции и в 2003 году в Германии. В Германии она была капитаном команды и помогла ей выиграть чемпионат. 14 марта 2003 года дебютировала в матче против Дании. Играла на чемпионате Европы 2009 года, где её сборная потерпела поражение в четвертьфинале против Нидерландов в серии пенальти, причём Офели умудрилась не реализовать свой 11-метровый. Участвовала в чемпионате мира 2011 года и Олимпийских играх 2012 года.

## Титулы
Клубные
- Бронзовый призёр чемпионата Франции 2011 и 2012 годов

В сборной
- Чемпионка Европы среди девушек до 19 лет 2003 года
- 4-е место на чемпионате мира 2011 года
- Победительница Кубка Кипра 2012 года
- 4-е место на Олимпийских играх 2012 года